# Ludwig (série de TV de 1977)
Ludwig é uma série de animação infantil surreal produzida no Reino Unido em 1977, com animação recortada . A série de TV é sobre uma pedra preciosa mágica em forma de ovo que vivia em uma floresta .  Foram feitos 25 episódios de cinco minutos. 

## Personagem principal
O nome do personagem veio de Ludwig van Beethoven, cuja música é tocada ao fundo. A série consistia em 25 episódios de cinco minutos, em cada um dos quais algo acontecia com os animais da floresta e Ludwig vinha resgatá-los. As facetas do seu "corpo" se abriam e saíam braços, pernas, dispositivos ou até mesmo a hélice de um helicóptero quando ele precisava chegar rápido a algum lugar. Ele era constantemente observado por um observador de pássaros humano (dublado por Jon Glover ), que tinha um caçador de veados e grandes binóculos . Esse personagem era tanto o ponto de vista do espectador quanto o narrador, já que nenhum outro personagem falava. Muitas das frases musicais são trechos do famoso Septeto de Beethoven. No final de cada episódio, Ludwig tocava o movimento final da primeira sinfonia de Beethoven durante os créditos.

## Produção
O programa foi produzido pela equipe formada por pai e filho, Mirek e Peter Lang. Os Langs eram imigrantes da Tchecoslováquia ; eles deixaram o país em 1968, após a invasão soviética da Tchecoslováquia, já que os filmes de Mirek criticavam o regime tchecoslovaco . Após tentativas frustradas de encontrar trabalho na radiodifusão britânica de atualidades, Mirek passou a trabalhar com animação. 
Em colaboração com seu filho Peter, eles produziram Ludwig, filmando-o em filme de 16 mm com uma câmera Bolex de corda. As filmagens ocorreram no quarto de hóspedes do apartamento deles em Buckland Crescent, Swiss Cottage, em Londres. Os episódios foram escritos por Jane Tann, Susan Kodicek e Michael Cole . A música foi arranjada e tocada por Paul Reade . Jon Glover fez a voz do observador de pássaros. Os Langs compartilharam a animação. 
Peter passou a animar Pigeon Street . 

## Música do título
A música título e tema de abertura de Ludwig tem apenas 16 segundos de duração e apresenta primeiro um tema da sinfonia nº 5, seguido por uma pequena seção da sinfonia nº 1 de Beethoven. Termina com o narrador do programa , Jon Glover, dizendo "Ah, Ludwig" de uma maneira interessada e bem falada.

## Transmitido nos Estados Unidos
Nos Estados Unidos, Ludwig foi um dos desenhos animados apresentados no Captain Kangaroo .

## Lista de episódios
1. "Arrival - Ludwig's here to stay"
2. "Hiccups"
3. "Hooter"
4. "Glue"
5. "Kites"
6. "Tennis"
7. "Sculptor
8. "Skating"
9. "Umbrellas"
10. "Swing"
11. "Bubbles"
12. "Clock"
13. "Ball"
14. "Coin"
15. "Yo-Yo"
16. "Investigation - Research"
17. "Christmas"
18. "Home Sweet Home - Architect"
19. "Ballons"
20. "High Jump"
21. "Magician"
22. "Artist"
23. "Party"
24. "Nuts"
25. "TV - Western."

## Paródia
Em 2011, Charlie Brooker mostrou uma curta paródia de Ludwig, chamada Orlov, na primeira parte de sua série How TV Ruined Your Life .

## Links externos
- Ludwig. no IMDb.
- Little Gems - Ludwig
- Toonhound - Ludwig (1977)